# Klio
Klio (grč. Κλειώ, Kleiô = slava) jedna je od devet Muza, Zeusova i Mnemozinina kći. Zaštitnica je povijesti i junačkog pjesništva.

## Etimologija
Njezino ime dolazi od grčke riječi κλέω/κλείω, kléô/kleiô koja znači "pripovijedati" ili "učiniti slavnim".

## Karakteristike
Atributi su joj svitak papirusa i lovorov vijenac, kojim je često ovjenčana. Katkad drži trubu ili knjige.

## Mitologija
Klio je imala sina Hijakinta s Pirom, kraljem Makedonije. Prema nekim izvorima, bila je i Himenova majka.

## Vanjske poveznice
- Klio u klasičnoj literaturi i umjetnosti (engl.)